# Germund Askelöf
Germund Askelöf (tidigare Cinnerbom), född 1691 i Slaka församling, Östergötlands län, död 21 december 1732 i Kimstads församling, Östergötlands län, var en svensk präst.

## Biografi
Askelöf föddes 1691 i Slaka församling och döptes 24 maj. Han var son till bonden Hans Andersson och Segrid Jonsdotter i Aska. Askelöf studerade i Linköping och blev vårterminen 1715 student vid Uppsala universitet. Han prästvigdes 18 juli 1719 till komminister i Skeda församling och blev 1730 kyrkoherde i Kimstads församling. Askelöf avled 1732 och begravdes 4 januari 1733 av kyrkoherden Nils Palmaerus, Kullerstads församling.

### Familj
Askelöf gifte sig 1720 med Maria Älf (1698–1782). Hon var dotter till kyrkoherden i Kvillinge församling. Maria Älf var änka efter komministern P. Melander i Skeda församling och gifte efter Askelöfs död om sig med inspektorn Jonas Bergqvist på Norsholm och hovrättskommissarien Jon Hertzberg i Skärkinds härad.